# Lump-Sum-Turnkey-Vertrag
Ein Lump-Sum-Turnkey-Vertrag (LSTK, von englisch lump-sum turnkey contract, zu deutsch etwa Schlüsselfertig-Pauschalvertrag) ist eine Vertragsform im Anlagenbau, bei der eine Anlage schlüsselfertig zu einem vertraglich festgelegten Festpreis übergeben wird. Das finanzielle Risiko liegt bei einem LSTK-Vertrag beim Auftragnehmer.